# Мадишева Таіса Петрівна
Таіса Петрівна Мадишева (6 квітня 1945, Харків, УРСР, СРСР — 22 сiчня  2024) —  українська співачка (лірико-колоратурне сопрано) та педагог, кандидат мистецтвознавства (1994), професор (2003). Лауреатка Республіканського конкурсу камерних виконавців «Золота осінь» (Київ, 1979, Друга премія).

## Життєпис
Таіса Петрівна Мадишева народилася 6 квітня 1945 року в місті Харків. Після закінчення Харківського державного університету в 1968 році вступила до Харківського державного інституту мистецтв, який закінчила в 1973 році по класу Азбель І.Г. та Полян І.М. З 1973 по 1985 рік працювала солісткою-вокалісткою Харківської обласної філармонії. Одночасно зі сценічними виступами займалася викладацькою діяльністю. У 1985—1986 навчальному році працювала викладачкою класу сольного співу вокального відділу Харківського державного музичного училища імені Б.М.Лятошинського (нині - Харківський музичний фаховий коледж імені Б.М.Лятошинського). У 1986 році перейшла до своєї альма-матер Харківського державного інституту мистецтв (нині - Харківський національний університет мистецтв імені І.П.Котляревського). У 1992 році обійняла посаду доцента, а 2001 році — професора кафедри сольного співу цього ж закладу вищої освіти.

## Творчість
В репертуарі — камерні твори українських (Олександра Білаша, Анатолія Кос-Анатольського, Кирила Стеценка) та зарубіжних (Йоганна Себастьяна Баха, Вольфганга Амадея Моцарта, Франца Петера Шуберта, Джорджа Гершвіна, Густава Малера, Гуго Вольфа) композиторів. Співачка гастролювала в Україні, Росії, Молдові, Узбекистані, Німеччині та інших країнах Європи. Таїсія Мадишева неодноразово входила до складу журі низки міжнародних конкурсів у Литві, Фінляндії, Португалії та Італії.
Серед учнів Таіси Мадишевої — лауреати та дипломанти міжнародних конкурсів Надія Водоп'янова, Ольга Гусарева, Кристина Король, Ольга Мельник, Наталія Полікарпова.

## Наукові праці
- Влияние фонетики языка на становление немецкой вокальной школы // Ф. Мендельсон-Бартольди и традиции музикального профессионализма: Сб. науч. ст. Харьков, 1995;
- Інтонаційно-фонетичний аспект вокального виконавства // Проблеми взаємодії мистецтва, педагогіки та теорії і практики освіти: Збірник наукових статей. Харків, 2002. Вип. 9;
- Вокальное исполнительство как диалог культур // Проблеми взаємодії мистецтва, педагогіки та теорії і практики освіти: Збірник наукових статей. Харків, 2002. Вип. 24.
- Мадишева Т. П. Співак і мова (культура співу мовою оригіналу: теорія і практика) [навчальний посібник] – Харків: Штрих, 2002. – 160 с.

## Нагороди
- Друга премія Республіканського конкурсу камерних виконавців «Золота осінь» (Київ, 1979).